# Huperzia gnidioides
Huperzia gnidioides là một loài thực vật có mạch trong Họ Thạch tùng. Loài này được (L. f.) Trevis. mô tả khoa học đầu tiên năm 1875.